# Mont Mouchet
Der Mont Mouchet ist einer der höchsten Gipfel der französischen Landschaft Margeride. Er liegt auf einer Höhe von 1497 m. Der Höhenzug trennt die Départements Haute-Loire und Lozère. Dieser Ort ist nach wie vor berühmt für die Seiten der Geschichte, die sich auf seinem Grund und Boden abgespielt haben, insbesondere für seinen Maquis.